# Casas de Millán
Casas de Millán település Spanyolországban, Cáceres tartományban. Casas de Millán Hinojal, Cañaveral, Mirabel, Serradilla, Monroy és Talaván községekkel határos. Lakosainak száma 564 fő (2024).

## Népesség
A település népessége az elmúlt években az alábbi módon változott:
| Lakosok száma | 792  | 723  | 720  | 690  | 673  | 652  | 634  | 567  | 556  | 564  |
|               | 2001 | 2004 | 2006 | 2009 | 2011 | 2014 | 2016 | 2019 | 2021 | 2024 |